# Eurovision Song Contest 1995
Eurovision Song Contest 1995, česky také Velká cena Eurovize 1995 (či jen Eurovize 1995) byl 40. ročník soutěže Eurovision Song Contest. Soutěž se konala 13. května 1995 v Dublinu v Irsku. Soutěž, organizovaná Evropskou vysílací unií (EVU) a veřejnoprávní Raidió Teilifís Éireann (RTÉ), se konala v Point Theatre poté, co v předchozím roce vyhráli Paul Harrington a Charlie McGettigan s písní „Rock 'n' Roll Kids“, moderátorkou ročníku byla Mary Kennedy. Irsko soutěž pořádalo třikrát po sobě – stalo se tak poprvé a naposledy, kdy země pořádala Eurovizi třikrát bez přerušení.
Soutěže se zúčastnilo 23 zemí, Estonsko, Finsko, Litva, Nizozemsko, Rumunsko, Slovensko a Švýcarsko byli z ročníku vyřazeni, jelikož v předchozím roce dosáhli nejhorších výsledků. Místo nich se do soutěže mohli vrátit Belgie, Dánsko, Izrael, Slovinsko a Turecko.
Vítězem se stalo norské duo Secret Garden se skladbou „Nocturne“.

## Seznam účastníků
Soutěže se zúčastnilo 23 zemí. Účast byla automaticky povolena 16 zemím s nejvyšším výsledkem v předchozím roce a všem zemím, které se kvůli špatnému výsledku nemohly zúčastnit předchozího ročníku. Celkový počet soutěžících byl zredukován z 25 na 23, aby soutěž netrvala déle než 3 hodiny. Ze 7 zemí, které se nezúčastnily v roce 1994, Itálie a Lucembursko nepřijaly pozvánku, místo nich se tak mohlo zúčastnit Rakousko a Španělsko, které by jinak sestoupily. Poprvé se soutěže nezúčastnilo Švýcarsko, jedinou zemí, která se do tohoto okamžiku zúčastnila všech ročníků, tak zůstalo Německo.

## Výsledky
| Pořadí | Země                | Interpret             | Skladba                        | Jazyk         | Umístění | Body |
| ------ | ------------------- | --------------------- | ------------------------------ | ------------- | -------- | ---- |
| 1.     | Polsko              | Justyna               | „Sama“                         | polština      | 18.      | 15   |
| 2.     | Irsko               | Eddie Friel           | „Dreamin'“                     | angličtina    | 14.      | 44   |
| 3.     | Německo             | Stone and Stone       | „Verliebt in Dich“             | němčina       | 23.      | 1    |
| 4.     | Bosna a Hercegovina | Davor Popović         | „Dvadeset prvi vijek“          | bosenština    | 19.      | 14   |
| 5.     | Norsko              | Secret Garden         | „Nocturne“                     | norština      | 1.       | 148  |
| 6.     | Rusko               | Philipp Kirkorov      | „Kolybelnaya dlya vulkana“     | ruština       | 17.      | 17   |
| 7.     | Island              | Bo Halldórsson        | „Núna“                         | islandština   | 15.      | 31   |
| 8.     | Rakousko            | Stella Jones          | „Die Welt dreht sich verkehrt“ | němčina       | 13.      | 67   |
| 9.     | Španělsko           | Anabel Conde          | „Vuelve conmigo“               | španělština   | 2.       | 119  |
| 10.    | Turecko             | Arzu Ece              | „Sev!“                         | turečtina     | 16.      | 21   |
| 11.    | Chorvatsko          | Magazin a Lidija      | „Nostalgija“                   | chorvatština  | 6.       | 91   |
| 12.    | Francie             | Nathalie Santamaria   | „Il me donne rendez-vous“      | francouzština | 4.       | 94   |
| 13.    | Maďarsko            | Csaba Szigeti         | „Új név egy régi ház falán“    | maďarština    | 22.      | 3    |
| 14.    | Belgie              | Frédéric Etherlinck   | „La voix est libre“            | francouzština | 20.      | 8    |
| 15.    | Spojené království  | Love City Groove      | „Love City Groove“             | angličtina    | 10.      | 76   |
| 16.    | Portugalsko         | Tó Cruz               | „Baunilha e chocolate“         | portugalština | 21.      | 5    |
| 17.    | Kypr                | Alexandros Panayi     | „Sti fotia“                    | řečtina       | 9.       | 79   |
| 18.    | Švédsko             | Jan Johansen          | „Se på mej“                    | švédština     | 3.       | 100  |
| 19.    | Dánsko              | Aud Wilken            | „Fra Mols til Skagen“          | dánština      | 5.       | 92   |
| 20.    | Slovinsko           | Darja Švajger         | „Prisluhni mi“                 | slovinština   | 7.       | 84   |
| 21.    | Izrael              | Liora                 | „Amen“                         | hebrejština   | 8.       | 81   |
| 22.    | Malta               | Mike Spiteri          | „Keep Me in Mind“              | angličtina    | 10.      | 76   |
| 23.    | Řecko               | Elina Konstantopoulou | „Pia prosefhi“                 | řečtina       | 12.      | 68   |